# Meus Prêmios Nick 2006
O Meus Prêmios Nick 2006 foi a sétima edição da premiação Meus Prêmios Nick. Ocorreu no Rio de Janeiro nos dias 26 e 27 de agosto no Citibank Hall  e em São Paulo em 2 e 3 de setembro, transmitido na TV no dia 12 de outubro às 20 horas pela Nickelodeon Brasil. Esta edição foi Turma do Patrulha Nick e Nick TôNicko.
A premiação ocorreu com votação popular em duas fases. A primeira fase, ocorreu de 01 de julho a 01 de agosto, com 7 a 10 concorrentes por categoria. E a segunda fase, com 4 concorrentes, vencedores da primeira fase, ocorreu de 24 de agosto a 03 de setembro.

## Vencedores e indicados

### Atriz Favorita
| Indicado           | Programa          | Resultado | País   |
| ------------------ | ----------------- | --------- | ------ |
| Mariana Ximenes    | Cobras & Lagartos | Venceu    | Brasil |
| Cláudia Raia       | Belíssima         | Indicado  | Brasil |
| Carolina Dieckmann | Cobras & Lagartos | Indicado  | Brasil |
| Luiza Valdetaro    | Malhação          | Indicado  | Brasil |

### Ator Favorito
| Indicado             | Programa          | Resultado | País   |
| -------------------- | ----------------- | --------- | ------ |
| Reynaldo Gianecchini | Belíssima         | Venceu    | Brasil |
| Daniel de Oliveira   | Cobras & Lagartos | Indicado  | Brasil |
| Marcello Antony      | Belíssima         | Indicado  | Brasil |
| Cacá Carvalho        | Belíssima         | Indicado  | Brasil |

### Desenho Favorito
| Indicado      | Resultado | País           |
| ------------- | --------- | -------------- |
| Bob Esponja   | Venceu    | Estados Unidos |
| Avatar        | Indicado  | Estados Unidos |
| Jimmy Neutron | Indicado  | Estados Unidos |
| W.I.T.C.H.    | Indicado  | Estados Unidos |

### Artista Internacional Favorito
| Indicado        | Resultado | País           |
| --------------- | --------- | -------------- |
| RBD             | Venceu    | México         |
| Black Eyed Peas | Indicado  | Estados Unidos |
| Green Day       | Indicado  | Estados Unidos |
| Simple Plan     | Indicado  | Canadá         |

### Cantora Favorita
| Indicado         | Resultado | País   |
| ---------------- | --------- | ------ |
| Pitty            | Venceu    | Brasil |
| Sandy            | Indicado  | Brasil |
| Ivete Sangalo    | Indicado  | Brasil |
| Marjorie Estiano | Indicado  | Brasil |

### Cantor Favorito
| Indicado     | Resultado | País   |
| ------------ | --------- | ------ |
| Marcelo D2   | Venceu    | Brasil |
| Felipe Dylon | Indicado  | Brasil |
| Chorão       | Indicado  | Brasil |
| Junior Lima  | Indicado  | Brasil |

### Banda Favorita
| Indicado          | Resultado | País   |
| ----------------- | --------- | ------ |
| CPM 22            | Venceu    | Brasil |
| Charlie Brown Jr. | Indicado  | Brasil |
| Jota Quest        | Indicado  | Brasil |
| Sandy & Junior    | Indicado  | Brasil |

### Música do Ano
| Indicado                 | Artista           | Resultado | País   |
| ------------------------ | ----------------- | --------- | ------ |
| "Ela Só Pensa em Beijar" | MC Leozinho       | Venceu    | Brasil |
| "Replay"                 | Sandy & Junior    | Indicado  | Brasil |
| "Memórias"               | Pitty             | Indicado  | Brasil |
| "Ela Vai Voltar"         | Charlie Brown Jr. | Indicado  | Brasil |

### Videoclipe Favorito
| Indicado         | Artista           | Resultado | País   |
| ---------------- | ----------------- | --------- | ------ |
| "Ela Vai Voltar" | Charlie Brown Jr. | Venceu    | Brasil |
| "Bola de Sabão"  | Babado Novo       | Indicado  | Brasil |
| "Anacrônico"     | Pitty             | Indicado  | Brasil |
| "Replay"         | Sandy & Junior    | Indicado  | Brasil |

### Revelação Musical
| Indicado     | Resultado | País   |
| ------------ | --------- | ------ |
| Mc Leozinho  | Venceu    | Brasil |
| Lívia Falcão | Indicado  | Brasil |
| Luxúria      | Indicado  | Brasil |
| Seu Cuca     | Indicado  | Brasil |

### Gato do Ano
| Indicado             | Resultado | País   |
| -------------------- | --------- | ------ |
| Kaká                 | Venceu    | Brasil |
| Reynaldo Gianecchini | Indicado  | Brasil |
| Bruno Gagliasso      | Indicado  | Brasil |
| Vitor Morosini       | Indicado  | Brasil |

### Gata do Ano
| Indicado       | Resultado | País   |
| -------------- | --------- | ------ |
| Cléo Pires     | Venceu    | Brasil |
| Raica Oliveira | Indicado  | Brasil |
| Paola Oliveira | Indicado  | Brasil |
| Juliana Paes   | Indicado  | Brasil |

### Atleta Favorito
| Indicado          | Resultado | País   |
| ----------------- | --------- | ------ |
| Robinho           | Venceu    | Brasil |
| Daiane dos Santos | Indicado  | Brasil |
| Rogério Ceni      | Indicado  | Brasil |
| Ronaldo           | Indicado  | Brasil |

### Game Favorito
| Indicado                            | Resultado | País           |
| ----------------------------------- | --------- | -------------- |
| Super Mario Bros                    | Venceu    | Estados Unidos |
| FIFA 2006                           | Indicado  | Estados Unidos |
| Harry Potter and the Globet of Fire | Indicado  | Estados Unidos |
| X-Men: The Official Game            | Indicado  | Estados Unidos |

## Prêmios especiais

### Slime Trajetóra
| Slime Trajetóra |
| --------------- |
| Renato Aragão   |

### Planeta Laranja
| Planeta Laranja |
| --------------- |
| Detonautas      |

### Trabalho Solidário
| Trabalho Solidário |
| ------------------ |
| Afro Reggae        |